# Толкование Конституции Российской Федерации
Толкование Конституции Российской Федерации — это уяснение норм Конституции Российской Федерации, устраняющее неопределённость в их понимании, возникшую в процессе правотворчества и правореализации.
Цель толкования Конституции Российской Федерации состоит в том, чтобы определить, как следует понимать толкуемую норму Конституции Российской Федерации, и создать условия для правильной реализации соответствующей нормы.

## Толкование Конституции Российской Федерации Конституционным Судом Российской Федерации
В соответствии с частью 5 статьи 125 Конституции Российской Федерации толкование Конституции Российской Федерации даётся Конституционным Судом Российской Федерации по запросам Президента Российской Федерации, Совета Федерации, Государственной Думы, Правительства Российской Федерации, органов законодательной власти субъектов Российской Федерации.
Толкование Конституции Российской Федерации, данное Конституционным Судом Российской Федерации, по статье 106 Федерального конституционного закона от 21.07.1994 года N 1-ФКЗ «О Конституционном Суде Российской Федерации» является официальным и обязательным для всех представительных, исполнительных и судебных органов государственной власти, органов местного самоуправления, предприятий, учреждений, организаций, должностных лиц, граждан и их объединений.
Полномочие Конституционного Суда толковать нормы Конституции Российской Федерации уникально, поскольку исключает возможность официального толкования каким-либо другим органом государственной власти.
В Российской Федерации в соответствии с абзацем 1 статьи 21 и пунктом 4 статьи 3 Федерального конституционного закона от 21.07.1994 года N 1-ФКЗ «О Конституционном Суде Российской Федерации» толкование Конституции Российской Федерации проводится на пленарном заседании Конституционного Суда Российской Федерации.
Поводом к толкованию положений Конституции Российской Федерации является выявленная неопределённость в понимании и реализации конституционной нормы.
Толкование норм Конституции Российской Федерации даётся в виде Постановлений Конституционного Суда Российской Федерации, которые не подлежат обжалованию, вступают в силу немедленно после провозглашения и действуют непосредственно. Постановления Конституционного Суда Российской Федерации по делам о толковании конституционных норм должны быть незамедлительно опубликованы в «Российской газете», «Собрании законодательства Российской Федерации», «Вестнике Конституционного Суда Российской Федерации» и иных официальных изданиях органов государственной власти Российской Федерации.

## Приёмы (способы) толкования Конституции Российской Федерации
В. И. Олейник, судья Конституционного Суда Российской Федерации, отмечал, что смысл нормы Конституции Российской Федерации возможно выявить на основе использования в единстве различных приёмов толкования – телеологического, историко-политического, систематического, грамматического и логического.
Телеологический приём толкования Конституции Российской Федерации предполагает уяснение цели, преследуемой законодателем при принятии Конституции Российской Федерации.
Например, при толковании части 4 статьи 111 Конституции Российской Федерации Конституционный Суд отметил, что конституционно-правовой смысл положений данной нормы может быть выявлен только при учёте преследуемых законодателем и заложенных в этих положениях целей.
Также проявлением телеологического приёма толкования может быть положение Постановления Конституционного Суда Российской Федерации от 12.04.1995 года N 2-П «По делу о толковании статей 103 (часть 3), 105 (части 2 и 5), 107 (часть 3), 108 (часть 2), 117 (часть 3) и 135 (часть 2) Конституции Российской Федерации», где объясняется, что целью установления в статье 95 Конституции Российской Федерации числа мандатов в Совете Федерации и Государственной Думе является «обеспечение представительного характера высшего законодательного органа Российской Федерации».
Историко-политическое толкование Конституции Российской Федерации предусматривает разъяснение общественно-политической ситуации в государстве, в которой сложилось создание нормы Конституции Российской Федерации и которая обуславливает действие данной конституционной нормы.  Историко-политическое толкование также может даваться при изменении социально-политических условий в государстве путём переосмысления конституционной нормы.
Примером историко-политического толкования может служить положение Постановления Конституционного Суда Российской Федерации от 11.12.1998 года N 28-П «По делу о толковании положений части 4 статьи 111 Конституции Российской Федерации», в котором говорится о том, что практика применения статьи 111 Конституции Российской Федерации, заключающаяся в различных подходах к реализации закрепленных в ней правомочий, включая одобрение предложенной кандидатуры Председателя Правительства Российской Федерации при первом же представлении, представление одного и того же кандидата трижды, а также применение согласительных процедур после двухкратного отклонения кандидата, в дальнейшем может быть изменена и основана на каком-либо одном варианте взаимодействия главы государства и Государственной Думы из допускаемых частью 4 статьи 111 Конституции Российской Федерации и на адекватной цели стабильного функционирования конституционного строя с учетом исторического контекста.
Под систематическим толкованием нормы Конституции Российской Федерации понимается разъяснение конституционной нормы во взаимосвязи с другими нормами Конституции Российской Федерации.
Примером систематического толкования является Постановление Конституционного Суда Российской Федерации от 22.04.1996 года N 10-П «По делу о толковании отдельных положений статьи 107 Конституции Российской Федерации», в котором указывается, что смысл понятия «принятый федеральный закон», используемый в части 1 статьи 107 Конституции Российской Федерации, раскрывается в системной связи со статьями 94, 105, 106 и части 3 статьи 107 Конституции Российской Федерации.
Грамматическое толкование Конституции Российской Федерации заключается в выяснении смысла нормы Конституции Российской Федерации путём анализа её синтаксической, морфологической структуры, а также используемых в норме терминологии, словосочетаний и т. п.
Например, В. И. Олейник отмечал, что грамматическое толкование части 4 статьи 111 Конституции Российской Федерации позволило сделать вывод, что использование в ней множественного числа – «после трёхкратного отклонения представленных кандидатур» – означает, что подразумеваются две и более кандидатуры.
Логическое толкование Конституции Российской Федерации предполагает уяснение содержания конституционной нормы путём использования законов логики.
Примером логического толкования может послужить положение Постановления Конституционного Суда Российской Федерации от 28.11.1995 года N 15-П «По делу о толковании части 2 статьи 137 Конституции Российской Федерации», которое включает в себя следующее содержание: «Анализ норм главы 9 Конституции Российской Федерации, регулирующих процедуру пересмотра Конституции и внесения конституционных поправок, показывает, что предусмотренный частью 2 статьи 137 упрощенный порядок включения в статью 65 нового наименования субъекта Российской Федерации допустим только в тех случаях, если переименование не связано с возможными отступлениями от смысла иных конституционных норм и потому не требует применения процедур, перечисленных в статьях 135, 136 и 137 (часть 1) Конституции Российской Федерации».
Ошибочная интерпретация текста Конституции может привести к негативным последствиям. Поэтому необходимо юридически правильно толковать саму Конституцию, содержащиеся в ней термины и положения, нередко сформулированные абстрактно, неопределенно, многозначно и противоречиво. Потому что основанные на неправильном истолковании конституционных норм правовые акты могут быть обжалованы в судах общей юрисдикции и арбитражных судах субъектов РФ.

## Примечание
1. ↑  Толкование Конституции Конституционным Судом РФ. www.grandars.ru. Дата обращения: 30 мая 2024. Архивировано 30 мая 2024 года.
2. ↑  Толкование Конституции РФ. StudFiles. Дата обращения: 30 мая 2024. Архивировано 30 мая 2024 года.